# Kentucky Rain
«Kentucky Rain» (с англ. — «Дождь Кентукки») — песня Элвиса Пресли. Вышла как сингл 29 января 1970 года.
Авторы — Эдди Рэббитт и Дик Хёрд (англ. Dick Heard).
В США в 1970 году песня достигла 16-го места в поп-чарте синглов Billboard Hot 100. Кроме того, в том же «Билборде» она достигла 31 места в чарте синглов в жанре кантри (который теперь называется теперь Hot Country Songs). а в чарте Easy Listening (теперь Hot Adult Contemporary Tracks) поднялась на 3 место.
В январе 2015 года читатели англоязычного веб-сайта журнала Rolling Stone (по результатам проведённого на нём опроса) поставили песню «Kentucky Rain» на 9-е место в списке лучших песен Элвиса Пресли. А журналист ежедневной мемфисской газеты The Commercial Appeal Крис Херрингтон в своём списке 50 лучших песен Элвиса Пресли поставил её на 30-е место.

## Сюжет
Песня представляет собой угрюмый рассказ от имени человека, который ищет и не может найти сбежавшую от него возлюбленную.

## Чарты
| Чарт (1970)                            | Наив. поз. |
| -------------------------------------- | ---------- |
| США (Billboard Hot 100)                | 16         |
| США (Billboard Adult Contemporary)     | 3          |
| США (Billboard Hot Country Singles)    | 31         |
| Канада (RPM Top Singles)               | 10         |
| Канада (RPM Adult Contemporary Tracks) | 4          |
| Канада (RPM Country Tracks)            | 1          |